# 구자운 (야구 선수)
구자운(具滋雲, 1980년 6월 19일 ~ )은 전 KBO 리그 두산 베어스와 삼성 라이온즈에서 활약한 선수이다. 두산 베어스의 고졸 우선 지명을 받아 1999년에 입단하여 데뷔하게 되었고, 이후 두산의 주력 투수로 꾸준한 활약을 보이다가 2004년에 공익근무요원으로 군 복무를 마쳤다. 2007년에 복귀하고 선발승을 기록하기도 했지만 2007 시즌 후 어깨 부상으로 수술을 받으면서 구단과 연봉 협상과 재협상의 과정을 거치며 두산 베어스에서 2008년 자유계약 공시되어 삼성 라이온즈로 이적하게 되었다. 이적 이후에도 재활을 위해 오랫동안 재활군에 머무르는 바람에 삼성 팬들의 아쉬움을 샀다. 2009년 한화 2군 경기에 컨디션 점검 차 등판했고, 2010년 1군에 복귀했다. 그 해 7월 8일 문학 SK전에 구원 등판했고 2010년 한국시리즈에도 출전했다. 그러나 삼성 이적 후 1군 등판은 페넌트레이스 1경기, 2010년 한국시리즈 등판이 주요 경력이었고, 이후에는 계속 재활군을 전전하다가 2011년 시즌 후 방출되었다. 현역 은퇴 후 서울로 돌아와 현재는 구자운 베이스볼 아카데미를 운영하며 유소년 야구팀 남양주 까치 야구단을 육성하고 있다.

## 출신 학교
- 서울강남초등학교
- 강남중학교
- 서울고등학교

## 통산 기록
| 연도 | 소속  | 평균 자책 | 경기 | 승리 | 패전 | 세이브 | 이닝    | 피안타 | 4사구 | 탈삼진 | 실점 | 자책점 | 비고 |
| ---- | ----- | --------- | ---- | ---- | ---- | ------ | ------- | ------ | ----- | ------ | ---- | ------ | ---- |
| 1999 | 두산  | 5.96      | 18   | 1    | 1    | 1      | 25 2/3  | 21     | 15    | 23     | 17   | 17     |      |
| 2000 | 두산  | 2.01      | 42   | 6    | 6    | 3      | 98 1/3  | 72     | 42    | 99     | 28   | 22     |      |
| 2001 | 두산  | 4.80      | 13   | 6    | 2    | 0      | 54 1/3  | 56     | 31    | 46     | 33   | 29     |      |
| 2002 | 두산  | 3.79      | 32   | 8    | 8    | 1      | 133     | 134    | 65    | 95     | 64   | 56     |      |
| 2003 | 두산  | 4.17      | 48   | 4    | 9    | 18     | 95      | 98     | 33    | 64     | 48   | 44     |      |
| 2004 | 두산  | 3.59      | 54   | 4    | 5    | 32     | 47 2/3  | 45     | 13    | 39     | 19   | 19     |      |
| 2007 | 두산  | 2.08      | 6    | 2    | 1    | 0      | 17 1/3  | 13     | 10    | 11     | 4    | 4      |      |
| 2010 | 삼성  | 6.00      | 1    | 0    | 0    | 0      | 3       | 1      | 0     | 3      | 2    | 2      |      |
| 통산 | 8시즌 | 3.66      | 214  | 31   | 32   | 55     | 474 1/3 | 440    | 215   | 380    | 215  | 193    |      |